# 2017年第聶伯羅打鬥事件
2017年5月9日，烏克蘭第聶伯羅的戰勝納粹主義勝利日慶祝活動發生一起打鬥事件。當日上午，曾參與頓巴斯戰爭的退伍軍人要求活動中的反對派支持者取下帶有蘇聯含意的黨旗、以及在烏克蘭違法的喬治絲帶，隨後便爆發衝突。有報導稱烏克蘭國家警察不但沒有取締違法的反對派支持者，還夥同蒂圖什基幫忙毆打軍人。目擊者表示警察在打鬥中使用催淚瓦斯、煙霧彈和警棍攻擊。這一事件導致8名活動參與者和6名維安警察共14人受傷，烏克蘭警方因此事件拘留250人。
第聶伯羅彼得羅夫斯克州警察局局長、第聶伯羅警察局局長及其副手在事件過後遭到解職。許多新聞報導及官員稱警察濫權攻擊民眾，然而最終調查中沒有警察遭到起訴。後續調查顯示，反對派黨魁亞歷山大·維爾庫爾以每人600格里夫納的報酬聘請蒂圖什基，使他們與警察聯合行動。最終，1名蒂圖什基由於涉嫌毆打最高拉達議員，被判監禁3個月，然而其他則無罪釋放。

## 背景

### 去共化法案

在烏克蘭違法的喬治絲帶

烏克蘭在加盟蘇聯時期曾經歷過烏克蘭大饑荒，並認為此次大饑荒是蘇聯對烏克蘭人實施的種族滅絕，因此自脫離蘇聯後便亟欲擺脫蘇聯相關的歷史。2015年4月，烏克蘭最高拉達通過《譴責烏克蘭共產主義和國家社會主義（納粹）極權主義政權並禁止宣傳其標誌法》，以及其它去共化法案，內容包含禁止象徵蘇聯吞併烏克蘭的喬治絲帶，鐮刀、錘子以及红五星組合在內的共產主義象徵，違反法令者最高可處5年徒刑。
在去共化法令生效前，曾有穿著「蘇聯」字樣的民眾到勝利日遊行鬧場。配戴共產主義象徵的親俄人士有時與烏克蘭民族主义者會發生衝突，也曾與取締的警察發生衝突。法令生效後，戰勝納粹主義勝利日仍然有類似衝突，僅在2016年的戰勝納粹主義勝利日，基輔、切爾卡瑟、尼古拉耶夫、利維夫、斯洛維揚斯克等地都發生衝突，哈爾科夫和第聶伯羅甚至有人攜帶瓦斯罐、槍枝和手榴彈。

### 不朽軍團
不朽軍團（Безсмертний полк）是紀念蘇聯衛國戰爭的活動，2011年由俄羅斯記者謝爾蓋·拉彭科夫（Сергей Лапенков）、謝爾蓋·科洛托夫金（Сергей Колотовкин）和伊戈爾·德米特里耶夫（Игорь Дмитриев）發起，在烏克蘭主要在南部和東部地區舉行。不朽軍團的參與者多半來自俄羅斯，活動會使用在烏克蘭禁止的共產象徵，攜帶烏克蘭國旗的乌克兰民族主义者則會阻攔配戴喬治絲帶或是其他共產主義象徵的不朽軍團活動者前往獻花。2016年基輔即發生過此類事件，一名男子要求不朽軍團的參與者拿掉喬治絲帶引發衝突，隨後男子遭到警方帶走。烏克蘭國家安全局顧問尤里·坦迪特（Юрій Тандіт）表示不朽軍團使用包括戰勝納粹主義勝利日在內的藉口來針對烏克蘭組織，但沒有理由禁止不朽軍團。

### 預警
4月28日，第聶伯羅的烏克蘭國家安全局表示5月8日至5月9日的假期可能會出現散佈反烏克蘭情緒的「潛在叛亂分子」，並呼籲第聶伯羅的民眾發現共產主義象徵的政治宣傳時聯繫執法機構。

## 事件

### 地點

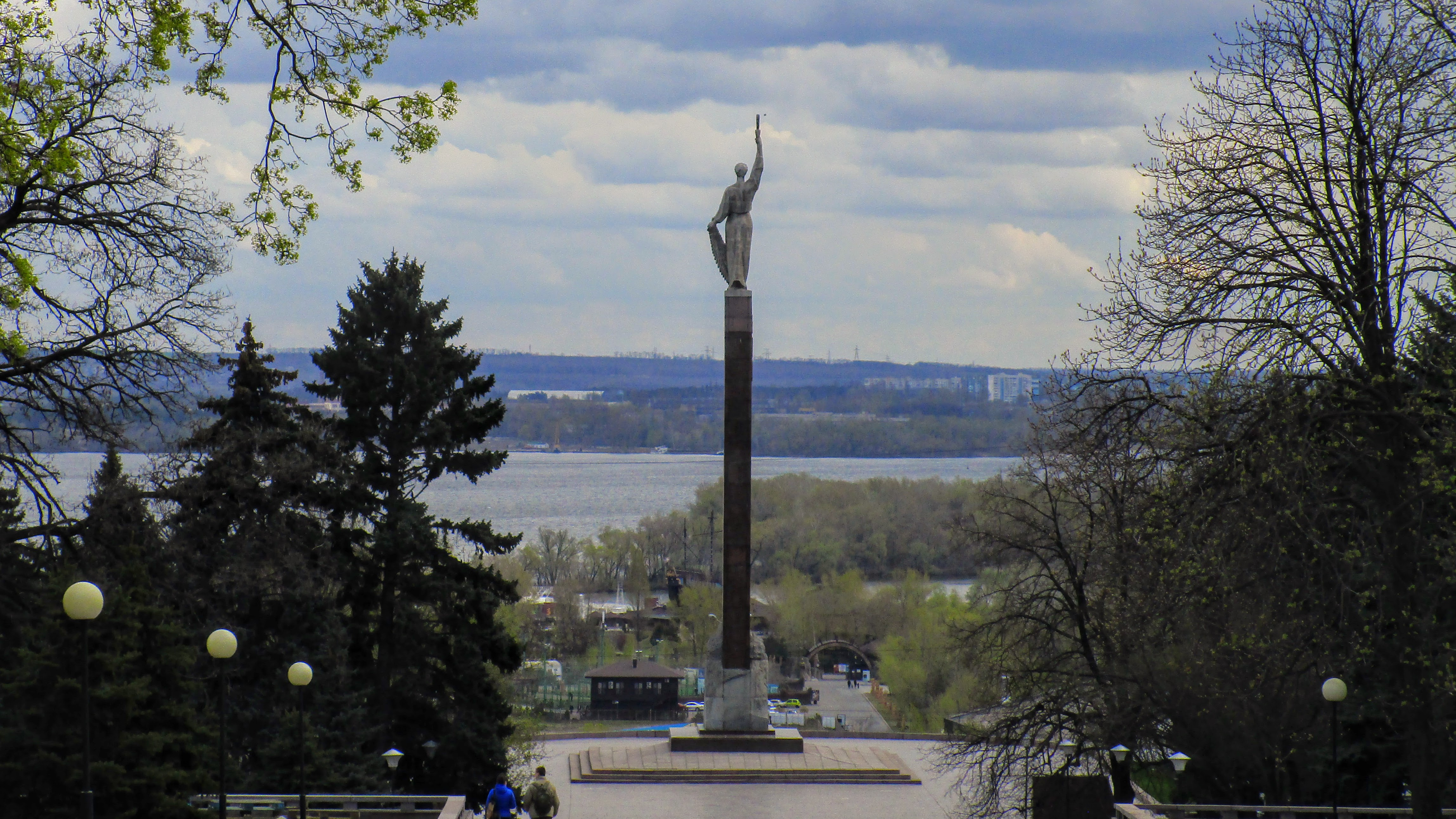
第聶伯羅的永恆榮耀紀念碑

事發地永恆榮耀紀念碑（Монумент Вічної Слави）位於第聶伯河河畔的德米特羅·亞沃爾尼茨基大道上，建於1967年，紀念蘇聯在衛國戰爭取得勝利。紀念碑包括高29.5公尺，象徵祖國化身的主體，以及一座石碑，上面寫道「獻給1941年-1945年衛國戰爭期間死去的士兵、游擊隊員和地下工作者」。自紀念碑建成以來，每年5月9日勝利日都會有數千人到此獻花、遊行。

### 過程
事件發生在2017年5月9日，當日警察與攜帶烏克蘭國旗的民眾在全國發生多起衝突，規模最大的衝突發生在第聶伯羅。早上時第聶伯羅氣氛緊張，所有前往永恆榮耀紀念碑的人都必須經過檢查站，接受金屬探測器檢查是否有攜帶武器和危險物品。當日第聶伯羅共有25,000人參加集會，1,850名警察負責維安。
早上10:30左右，大約一千名反對派（烏克蘭親俄政黨）支持者拿著政黨的標誌和藍色氣球朝永恆榮耀紀念碑移動。一些曾在烏東參與反恐行動的退伍軍人和活動參與者試圖阻止帶有反對派標誌的車隊通過，要求他們移除旗幟、喬治絲帶和法律禁止的共產主義象徵，並試圖阻擋人群，搶走拒絕要求的反對派支持者攜帶的喬治絲帶。此後，反對派支持者、活動人士和軍人間在紀念碑後方開始大規模打鬥。
據俄新社報導，事件起因是退伍軍人開始毆打社會主義者（социалист，即不朽軍團參與者）。烏克蘭內政部則表示衝突是反對派拒絕放下旗幟導致，而據烏克蘭退伍軍人表示，衝突是第聶伯羅第1團成員奧萊赫·奇斯托波利采夫（Олег Чистопольцев）決定阻擋反對派帶著政黨標誌前往永恆榮耀紀念碑後發生的。
多名民眾稱警察沒有取締違法的反對派成員，還和蒂圖什基一起攻擊軍人。蒂圖什基胸前貼有橘色貼紙，並戴著保護指關節的戰術手套。
據烏克蘭媒體Censor.net報導，警察佔了大約8比1的人數優勢，而目擊者表示警察使用催淚瓦斯、煙霧彈和警棍，搶走人們的手機和相機並砸碎。奇斯托波爾采夫在臉書上稱他身邊的軍人無意毆打任何人，只是想要求反對派支持者移除帶有政治含義的符號，然而警察卻對他們使用武力。他稱「別爾庫特們」用攻擊他們，還打了數名軍人的頭。「在維爾庫爾（反對派黨魁）的隊伍前面，蒂圖什基加入『別爾庫特』，從警察後面發起攻擊，但完全不受懲罰。」
整起打鬥持續大約10分鐘，至少20名軍人遭到毆打，現場有紅十字會的志願者提供醫療援助。打鬥結束後，人群繼續前行，然而氣氛依然緊張。

### 傷亡統計

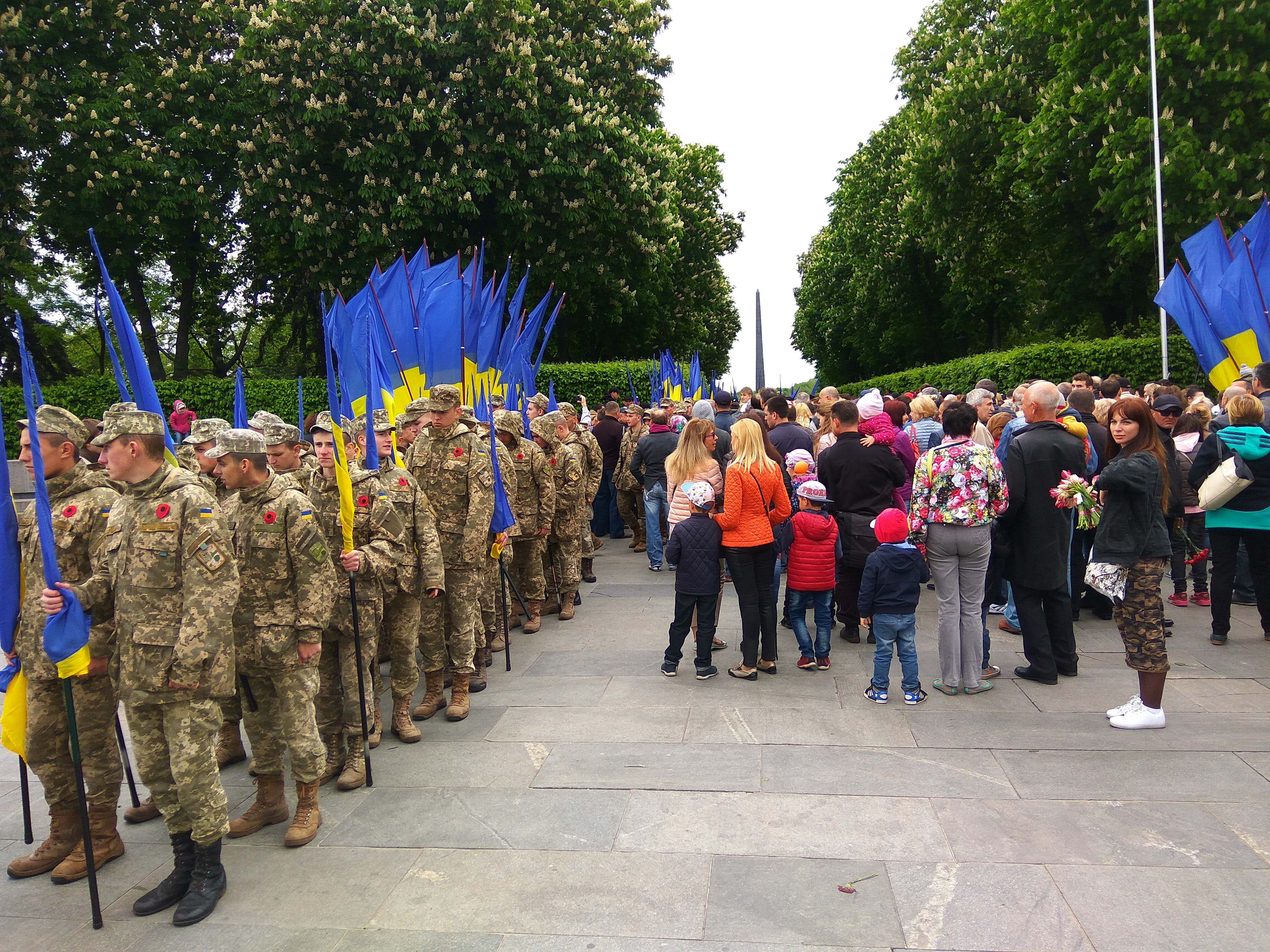
基輔的慶祝活動

烏克蘭警方的統計資料表示有8名活動參與者和6名維安警察共14人在此事件中受傷，其中1名傷者是烏克蘭國會議員弗拉迪斯拉夫·博羅丁。醫務人員在現場救助4人，4名傷者被送往醫院，其中1人頭部受傷，2名警察因催淚瓦斯而被送往醫院。事件中無人死亡。當日，烏克蘭全國有8名警察受傷。

### 其他城市的活動
當日，基輔、哈爾科夫、札波羅熱、日托米爾和敖得薩等地也發生了親俄派與烏克蘭民族主義者的衝突。全國共有70萬人參加慶祝活動，有3萬名警力和1700名國民警衛隊負責維安。當日警方共拘留了80人到警察局。

## 各界反應

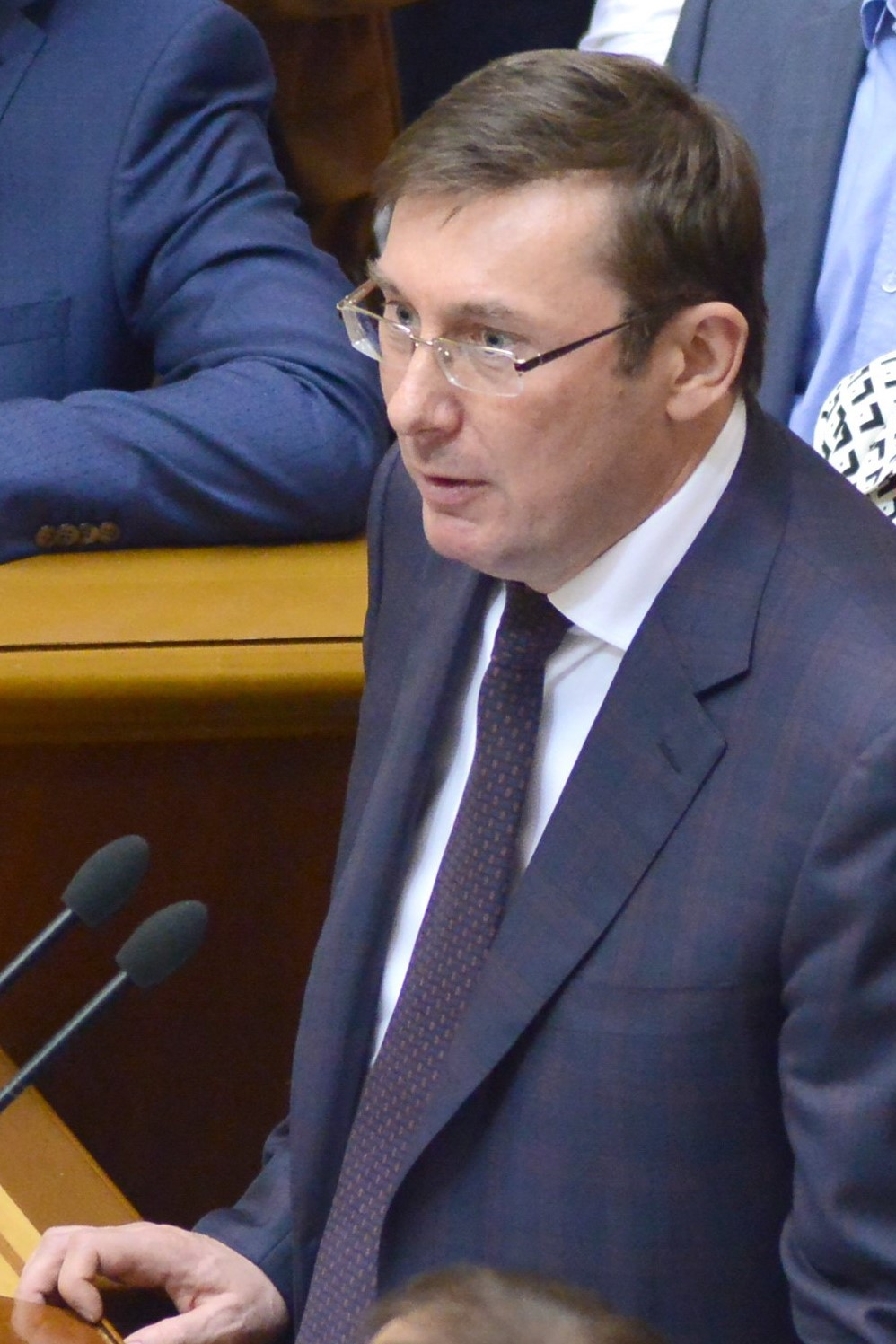
烏克蘭總檢察長
尤里·盧岑科

烏克蘭總檢察長尤里·盧岑科稱此事件為「國家警察與蒂圖什基可恥的合作」，指責烏克蘭警方和蒂圖什基勾結，並稱警方將為此承擔責任。第聶伯羅市長鮑里斯·菲拉托夫稱若是情況不改變，第聶伯羅將會出現類似德國自由軍團的浪潮。他稱如果當局不能保護好人民，那麼人們有權自己保護自己。ICTV電視台主持人奧萊娜·弗羅利亞克稱「對第聶伯羅衝突的分析表明，他們（警察）完全不專業，無法評估局勢，甚至與挑釁者合作行動」。
反對派黨魁亞歷山大·維爾庫爾稱警方依法行事，「由於某種原因，沒有人談論6名警察遭到毆打的事實」並表示警方在「激進分子」身上找到刀具、火把、燃燒混合物、類似毒藥的液體和巴拉克拉瓦頭套。
國際特赦組織駐烏克蘭主任奧克薩娜·波卡利丘克表示烏克蘭的去共化法律違反人權，並要求釋放5月9日至10日因為去共化法律而遭到逮捕的人。而2019年7月烏克蘭憲法法庭判決《禁止宣傳共產象徵法》並不違反烏克蘭憲法。
根據基輔郵報報導，內政部長阿爾森·阿瓦科夫的反對者要求阿瓦科夫辭職。

## 警方反應

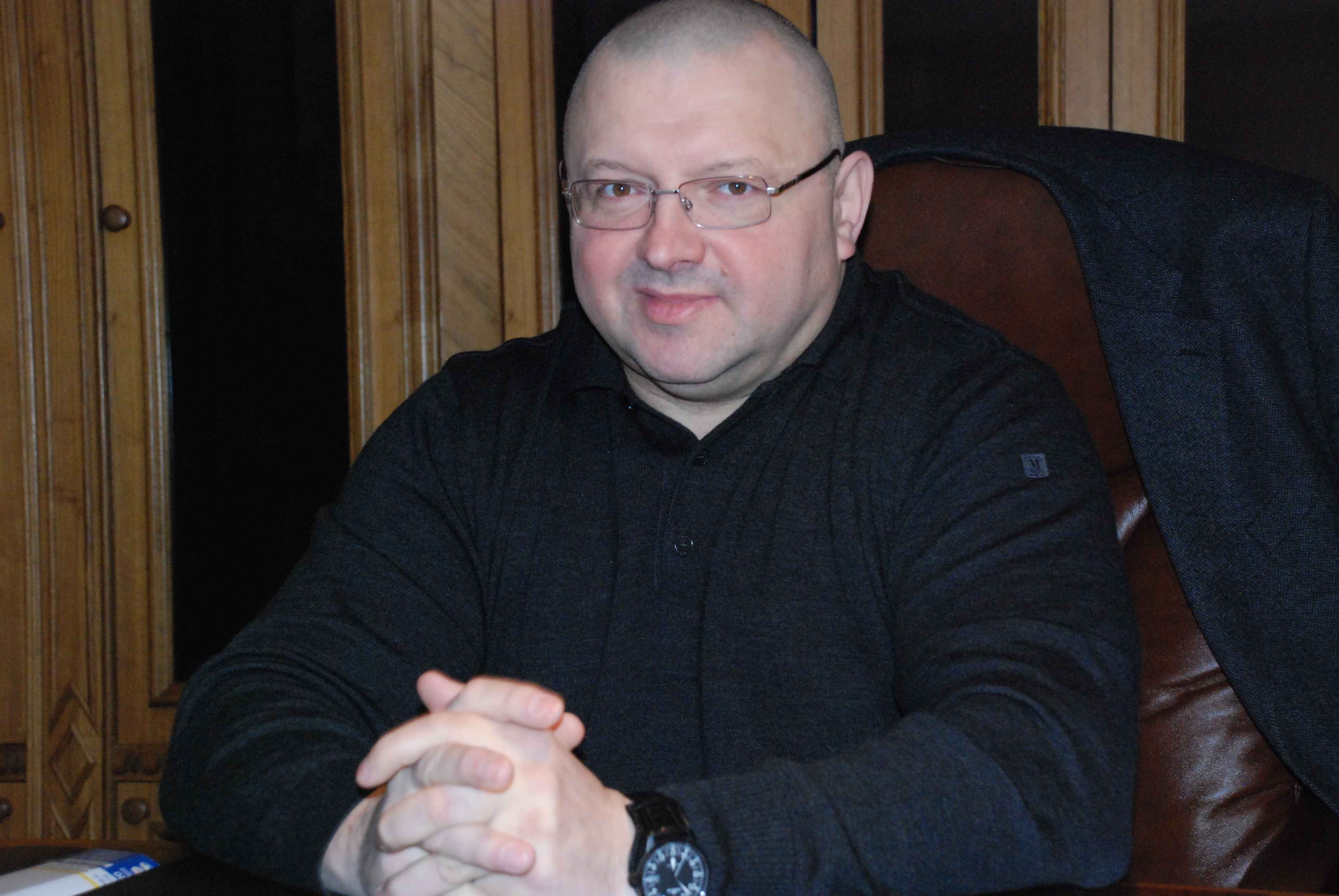
事件後停職的第聶伯羅彼得羅夫斯克州警察局長伊霍爾·雷佩什科

警方在永恆榮耀紀念碑附近檢查群眾的背包，拒絕接受檢查的人被帶到警察局，一共起獲4支手槍（包括3支創傷手槍和1支瓦斯槍）、4把刀、6個瓦斯罐等物品。第聶伯羅當日共有15人因為此次鬥毆事件而被帶到警察局。
烏克蘭內政部第一副部長謝爾希·亞羅維表示當日的警察完全缺乏對局勢的掌握，並不排除警察與挑釁者合作的可能。在Censor.net的一次訪問中，他表示沒有預料到第聶伯羅當日會發生衝突。內政部副部長安東·格拉先科表示當日警察出於某種未確定的理由為其中一方行事違反《警察法》，會解聘越權的警察並追究相關責任。
5月10日，內政部長阿爾森·阿瓦科夫簽署命令解除第聶伯羅彼得羅夫斯克州警察局局長伊霍爾·雷佩什科、第聶伯羅警察局局長安德烈·比迪洛（Андрій Бідило）以及數名警方高層的職務，雷佩什科的職務由維塔利·赫盧霍韋里亞接任，而遭到解職的雷佩什科稱當日的警察完全依照《警察法》行事，並說若是不採取嚴厲措施，情況可能會更糟，造成相當悲慘的結果。調查期間，烏克蘭國家警察局長謝爾希·克尼亞澤夫將3名可能犯法的警員停職。

## 調查
第聶伯羅地區副檢察官羅曼·托卡爾（Роман Токар）表示初步調查顯示蒂圖什基每人因為參與打鬥獲得600赫里夫尼亞的報酬，而警察中沒有打鬥嫌疑人。事件調查過程一共搜查了38次，傳喚了130餘名證人，維爾庫爾數次以證人的身分被傳喚。
第聶伯羅地區檢察官辦公室以烏克蘭刑法第365條之2「公務員濫用職權」對警員在打鬥事件中的執法過當提起刑事訴訟。克尼亞澤夫表示，後續調查顯示當日警察使用的措施不當，並且沒有配戴警徽。調查負責人謝爾希·利薩琴科（Сергій Лисаченко）表示當日執法人員戴著頭盔及口罩，並且身上沒有標示，因此身份無法確定，遭警察打傷的受害者也沒有從影片和照片認出警察的身分。

### 對蒂圖什基的調查

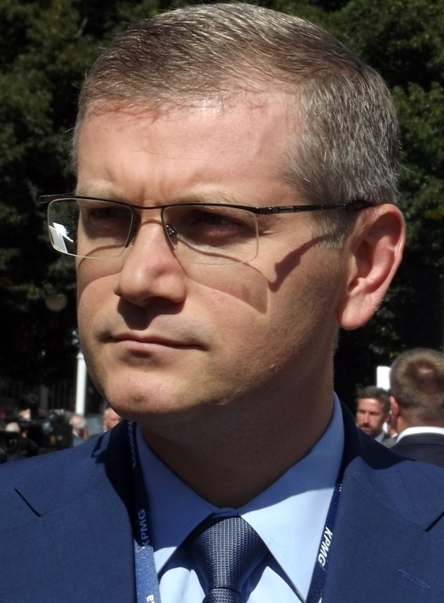
亞歷山大·維爾庫爾，在此事件資助蒂圖什基

第聶伯羅彼得羅夫斯克地區檢察官馬克西姆·莫茲霍維（Максим Мозговий）表示事件的影片中可以看出蒂圖什基會接受命令，並有著充分的準備，這些都是調查中所指控的犯罪跡象。總檢察長盧岑科表示這起事件有可能是親克里姆林宮的行動。
5月11日，首名涉案的蒂圖什基被捕，隔日警方在新莫斯科夫斯克逮捕涉嫌領導蒂圖什基的男子，並將其拘留2個月。事件影片中顯示攻擊軍人的蒂圖什基由他領導，而非警察。17日，克尼亞澤夫表示確認25名參與者的身分，其中5人收押，8人因此遭到通緝。
5月24日，總檢察長盧岑科表示共拘留了250人，但不全是蒂圖什基。並且經由影片、證人的口供以及法院核准的竊聽，確認參與打鬥的蒂圖什基由反對派亞歷山大·維爾庫爾以及鮑里斯·科列斯尼科夫資助、組織，希望對此向烏克蘭最高拉達提起上訴。維爾庫爾是第聶伯羅市長鮑里斯·菲拉托夫的政敵，曾於2015年烏克蘭地方選舉與菲拉托夫競爭，但最後落選；科列斯尼科夫則是前烏克蘭副總理。
2018年5月8日，第聶伯羅地區檢察官代表博赫丹·切西爾（Богдан Чегіль）表示，調查後發現有19人參與打鬥事件，包括4名組織者和13名蒂圖什基，其中17人的訴訟提交到法院。9人被定罪，其中8人被罰款，攻擊國會議員弗拉迪斯拉夫·鮑羅丁的1名蒂圖什基在以12.8萬赫里夫尼亞保釋後被處3個月監禁。

## 後續事件
打鬥隔日，頓巴斯戰爭的軍人舉著國旗以及寫有「我們要求以刑案辦理」和「警察不能任意執法」等標語到第聶伯羅地區警局大樓抗議，抗議者大約有200名。內政部長尤里·盧岑科在臉書表示有8名蒂圖什基已被拘留，然而隔日第聶伯羅市長鮑里斯·菲拉托夫表示，除了1名蒂圖什基由於攻擊國會議員弗拉迪斯拉夫·鮑羅丁被拘留，其他7名已經釋放。隨後，其中8名蒂圖什基的身分在臉書遭到人肉搜索，其中數人隨後刪除了社群媒體上的帳號。次日凌晨，兩名蒙面男子投擲燃燒瓶攻擊反對派位於第聶伯羅的辦公室，然而當時辦公室內沒有人，無人傷亡。
7月27日，第聶伯羅的一間餐館發生槍擊案，造成2人死亡，5人受傷。其中1名死者是打鬥事件的受害者，1名傷者是死者在此事件的律師埃德蒙德·薩阿基揚（Едмонд Саакян），同樣是事件受害者。

## 另見
- 烏克蘭地域對立
- 敖德薩衝突

## 註解
1. ↑  烏克蘭語：，羅馬化：Pro zasudzhennia komunistychnoho ta natsional-sotsialistychnoho (natsystkoho) totalitarnykh rezhymiv v Ukraini ta zaboronu propahandy yikhnioi symvoliky
2. ↑  當時仍然稱作「勝利日」，而非“第二次世界大戰戰勝納粹主義勝利日”。
3. ↑  一說由反對派（英语：Opposition Bloc）黨魁亞歷山大·維爾庫爾於2010年發起[16]。
4. ↑  戰勝納粹主義紀念日亦然。
5. ↑  第聶伯羅第1團採自願制，於2014年頓巴斯戰爭成立，是一個巡邏警察團。
6. ↑  別爾庫特是烏克蘭民警的一支部隊，曾被指控濫用暴力毆打抗議者，而後解散。
7. ↑  烏克蘭國家警察隸屬於烏克蘭內政部，由烏克蘭內政部管理。
8. ↑  由於警徽上有個人資料，根據烏克蘭法律，除非執行臥底任務，否則警察值勤中不能摘下或是刻意藏起警徽[71]。